# Stiftung für Verhalten und Umwelt
Die Stiftung für Verhalten und Umwelt (VerUm) wurde am 21. Dezember 1992 vom Verband der Cigarettenindustrie (VdC) als öffentliche Stiftung des bürgerlichen Rechts gegründet und hat ihren Sitz in München. Sie ist die Nachfolgeorganisation des „Forschungsrates Rauchen und Gesundheit“, der wissenschaftlichen Abteilung des VdC. Im August 2004 hat der VdC auf sein Recht verzichtet, zwei Mitglieder des Stiftungsrates zu bestimmen. Die Satzung der Stiftung für Verhalten und Umwelt wurde daraufhin neu gefasst. Im Juni 2007 hat der VdC seine Auflösung erklärt.

## Stiftungszweck und Rolle
Der Stiftungszweck ist die Förderung von wissenschaftlichen Untersuchungen über Verhaltens- und Umwelteinflüsse auf die menschliche Gesundheit, um die Voraussetzungen für Prävention, Diagnose und Therapie einer Reihe chronischer degenerativer Erkrankungen zu schaffen. Die Fördermittel werden dazu aus Erträgen des Stiftungskapitals (ca. 4,1 Millionen €) sowie aus Zuwendungen bestritten. Mittlerweile hat der VdC die finanzielle Unterstützung von VerUm eingestellt. Entsprechende Mittel wurden inzwischen auch mit Forschungsanträgen bei der EU-Kommission akquiriert.
Die Stiftung ist die Nachfolgeorganisation des „Forschungsrates Rauchen und Gesundheit“, der wissenschaftlichen Abteilung des VdC. Der „Forschungsrat Rauchen und Gesundheit“ wie auch die Stiftung VerUm wurde von den Tabakkonzernen mit dem Ziel ins Leben gerufen, im Sinne der Tabakindustrie Einfluss auf deutsche Ärzte, Wissenschaftler und auch die Medienberichterstattung nehmen zu können. Die Auslagerung in externe Einrichtungen diente dabei unter anderem dazu, in Wissenschaft und Medien weniger auffällig agieren zu können. In einem internen Schreiben heißt es dazu: „… wenn diese separate Einrichtung die Verwaltung der Forschungsprojekte vornimmt, kann eine Identifikation dieser Projekte mit dem Verband der Cigarettenindustrie leichter vermieden werden …“
Zahlreiche weitere Dokumente, zu deren Veröffentlichung amerikanische Tabakkonzerne Ende der 90er-Jahre gezwungen wurden, dokumentieren die Beziehung der Stiftung VerUm und ihrer Vorgängerorganisation zur Tabakindustrie. Der Berliner Forscher Thilo Grüning wirft VerUm vor, von den Gesundheitsschäden durch Rauchen ablenken zu wollen, indem andere Ursachen für Krebs wie z. B. Handy-Strahlung aufgezeigt würden.
Franz Adlkofer, ehemaliger Geschäftsführer und ehemaliges Mitglied des Stiftungsrates, bestritt noch in einer 1998 erschienenen Veröffentlichung ausdrücklich jegliche Verbindung zur Tabakindustrie. Kurz danach veröffentlichte interne Dokumente der Tabakindustrie belegen, dass er vielmehr jahrzehntelang eine zentrale Rolle bei der wissenschaftlichen und politischen Einflussnahme im Sinne der Tabakindustrie gespielt hat.
Auch andere Funktionäre der Stiftung VerUm stehen seit langer Zeit in enger Verbindung zur Tabakindustrie. So erhielt etwa Rupert Scholz nach einem Bericht des Stern bereits im Jahr 1994 50.000 DM Beratungshonorar vom VdC. Scholz ist in den vergangenen Jahren mehrfach juristisch gegen das sich anbahnende Rauchverbot vorgegangen. Das Stiftungsratsmitglied Klaus Thurau pflegte bereits in den 80er-Jahren enge Verbindungen zur Tabakindustrie und war Vorsitzender des VdC-Gremiums Forschungsrat Rauchen und Gesundheit, Franz Adlkofer war zu dieser Zeit dort Geschäftsführer. In einer Ende der 1980er-Jahre erschienenen Broschüre des Tabakkonzerns Philip Morris bestritt Thurau die Existenz von Krankheiten, die spezifisch mit dem Tabakrauchen assoziiert seien, vielmehr sei das Rauchen lediglich einer von zahlreichen Risikofaktoren. Das Beratungsunternehmen des ehemaligen Stiftungsrates Roland Berger, der als politisch einflussreich gilt und eine große Nähe zu Regierungsinstitutionen pflegt, ist in den vergangenen Jahren mehrfach in Projekten für die Tabakindustrie tätig geworden. Auf der Grundlage einer vom Beratungshaus Roland Berger für den VdC durchgeführten Studie argumentierte die Tabakindustrie beispielsweise gegen die im Jahr 2003 geplante Erhöhung der Tabaksteuer, weil sich hierdurch angeblich der Absatz versteuerter Zigaretten um fast ein Drittel reduzieren würde.
Dokumenten aus der Gründungszeit der Stiftung ist zu entnehmen, dass die Verantwortlichen im Tabakkonzern Philip Morris (zu dieser Zeit einflussreiches Mitglied im VdC) großen Wert darauf legten, langfristig die Kontrolle darüber zu behalten, was die Stiftung mit dem Geld der Tabakindustrie unternimmt.
Seit der Gründung wurden etwa 100 Forschungsvorhaben, circa 40 wissenschaftliche Veranstaltungen und vier Habilitationen mit knapp 15 Millionen € finanziert. Seit 2012 wird nur noch der Forschungsschwerpunkt „Altersbedingte neurodegenerative Erkrankungen“ gefördert.

## Forschungsvorhaben
Das im Jahre 2000 begonnene EU-Projekt „Risk Evaluation of Potential Environmental Hazards from Low Energy Electromagnetic Field (EMF) Exposure Using Sensitive in vitro Methods“ (REFLEX-Studie) lief vom Februar 2000 bis Mai 2004 mit 11 europäischen Forschungseinrichtungen. Die Ergebnisse des Projektes werden äußerst kontrovers diskutiert. Franz Adlkofer, Koordinator des REFLEX-Programms, stellte abschließend fest, dass alle Ergebnisse ausschließlich an Zellkulturen gewonnen wurden und daher nicht geeignet seien, einen kausalen Zusammenhang zwischen einer EMF-Exposition und der Entstehung chronischer Erkrankungen oder auch nur funktioneller Störungen beim Menschen zu belegen. Sie würden jedoch die Plausibilität für eine solche Annahme erhöhen. Der erreichte Fortschritt durch das Projekt bestehe vor allem darin, dass neue Wege für die Ausrichtung künftiger Forschungsvorhaben aufgezeigt werden.
Die REFLEX-Studie hatte zunächst scheinbar gezeigt, dass bei extrem starken Feldern ein reproduzierbarer Zusammenhang zwischen alltäglicher elektromagnetischer Strahlung und Zellschädigungen bestehen kann. Diese Laborergebnisse ließen, selbst wenn sie wahr gewesen wären, keinen Schluss auf Krankheiten zu, die durch derartige Strahlung hervorgerufen werden. Die REFLEX-Studie ist inzwischen laut Medienberichten hinsichtlich angeblich festgestellter Strangbrüche im Erbgut ungültig, da Laborergebnisse an der Medizinischen Universität Wien offenbar bewusst gefälscht worden sind. Der Rat für Wissenschaftsethik der Medizinischen Universität Wien konnte zwar keine Beweise für die bewusste Fälschung finden, stellte aber „wissenschaftliches Fehlverhalten“ der mit Laboruntersuchungen betreuten Mitarbeiterin des Projektes fest, und kam zu dem Schluss, dass die auf diese Weise gewonnenen Daten „nicht mehr als wissenschaftlich verlässlich zu bezeichnen, sind“.

## Stiftungsrat
Vorsitzender des Stiftungsrats ist Hans-Jürgen Möller, stellvertretender Vorsitzender ist Hans F.W. Frey. Zum Stiftungsrat gehören zurzeit auch Peter Falkai, Michael Sendtner und Hannelore Eickhoff.